# Rubena
Rubena – miasto w północnej Hiszpanii, w regionie Kastylia i León, w prowincji Burgos. 